# Ekspedycja 11
Ekspedycja 11 była misją jedenastej stałej załogi Międzynarodowej Stacji Kosmicznej.
Włoski astronauta ESA (ang. European Space Agency) Roberto Vittori, który wystartował razem z załogą Ekspedycji 11 – rakietą Sojuz TMA-6, powrócił na Ziemię po 7 dniach (24 kwietnia 2005), razem z załogą Ekspedycji 10 na pokładzie Sojuza TMA-5.

## Załoga
- Siergiej Krikalow (6), Dowódca misji i dowódca Sojuza (Rosja)
- John L. Phillips (2), Inżynier lotu i pracownik naukowy ISS (Stany Zjednoczone)

(liczba w nawiasie oznacza liczbę lotów odbytych przez każdego z astronautów)
Załoga rezerwowa
- Michaił Tiurin (2), Dowódca misji i dowódca Sojuza (Rosja)
- Daniel Tani (2), Inżynier lotu i pracownik naukowy ISS (Stany Zjednoczone)

## Parametry misji
- Perygeum: ~384 km
- Apogeum: ~396 km
- Inklinacja: ~51,6°
- Okres orbitalny: ~92 min

### Dokowanie do ISS
- Połączenie z ISS: 17 kwietnia 2005, 02:20:23 UTC[2]
- Odłączenie od ISS: 10 października 2005, 21:49:14 UTC[2]
- Łączny czas dokowania: 176 dni 19 godz. 28 min 51 s